# Ferran Rañé
Ferran Rañé Blasco (Barcelona, 13 de mayo de 1950) es un actor de cine, teatro y televisión, director de teatro, profesor de arte dramático y productor español, más conocido como Ferran Rañé. Es padre de la también actriz y bailarina Joana Rañé.

## Biografía
Tras cursar estudios en el Instituto del Teatro de Barcelona, inicia su carrera profesional en 1970 incorporándose al grupo Els Joglars. Participa activamente en esa compañía en cinco espectáculos consecutivos 1970-77. En aquella época el signo de identidad de Joglars era la creación colectiva de sus trabajos, no partiendo de un guion previo sino de propuestas para ir construyendo los montajes a través de improvisaciones y de las decisiones de todo el grupo. La dirección escénica de esas obras corresponde a Albert Boadella. En el año 1977 todos los miembros de Els Joglars son imputados por un delito de injurias a las Fuerzas Armadas y condenados en Consejo de Guerra como autores del espectáculo La Torna. Ferran Rañé, al igual que Boadella, decide trasladarse a Francia y no regresa hasta al cabo de un año cuando los cuatro joglars encarcelados son indultados y salen de prisión.
Durante su estancia en Francia, fundó con Elisa Crehuet y otros compañeros, la Compañía Tossal-teatre y estrenó en Barcelona, con otro nombre artístico (Joan Dupont), D’aquí a cent anys tots calvos (1979). Más tarde se incorporaría a Dagoll-Dagom, compañía especializada en espectáculos musicales. Primero lo hace como miembro del equipo de dirección y como actor,  para crear Glups! (1983), musical elaborado a partir de los cómics de Gerard Lauzier. A continuación protagonizó El Mikado (1986). Su interpretación de Ko-Ko, en ese espectáculo, constituyó un primer éxito personal, tras quince años de trabajos grupales. A partir de entonces, desarrolló una carrera en solitario alternando teatro, cine y televisión.  En su historial, han despuntado personajes como Makinavaja en Makinavaja, el último choriso (1989). Por ese trabajo teatral recibió en 1990 el Premio de la crítica de Barcelona, como mejor actor de la temporada.
En televisión (TV3) protagonizó durante tres temporadas Quico, el progre (1992-95), que también tenía su origen en el cómic homónimo de J. L. Martín. Por esa interpretación recibió en 1993 el premio de la AADPC.
Ha encarnado personajes de Shakespeare interpretando a Falstaff (Las alegres comadres de Windsor, 1994)),  Lucio (Medida por medida, 1998) o Esbarzer (Mucho ruido y pocas nueces, 1999). Por estos dos últimos trabajos,  recibió el Premio de la crítica de Barcelona en el año 2000.  Se ha metido en la piel de personajes de Chéjov como Txebutykin (Las tres hermanas, 2004) y Gaev (El jardín de los cerezos, 2010). Especialmente destacada fue su interpretación del payaso Charlie Rivel, primero para teatro (Uhhh!, Teatro Nacional de Cataluña, 2005) y luego para el cine (El payaso y el Fürher de Eduard Cortés, 2007). Fue cofundador y director del trío Las Veneno en cuatro espectáculos (1989-94). Ha trabajado para la mayoría de cadenas televisivas de España en un buen número de series y telefilmes (Locos por la tele -1990-91, El comisario -2002, Hospital Central -2002, Doctor Mateo -2011, La Riera -2013-15, Buscando el norte -2016, Merlí -2016, Tiempos de guerra -2017…).  Por otra parte,  Gatos en el tejado (TV1, 1988), Tocao del ala (TV1, 1997-8), o Majoria absoluta (TV3, 2002-4)… son algunas de sus colaboraciones, para la televisión, con el autor y director Joaquim Oristrell.
Ha alternado los trabajos de encargo con los proyectos propios, a través de su propia compañía Esfera Espectacles, entre los que destacan dos espectáculos de Jean Claude Carrière, Busco el senyor Ferran –l’Aide memoire (1996) y  La controversia de Valladolid (2005).
En cine ha trabajado con directores como Fernando Trueba, Javier Ruiz Caldera, Enrique Urbizu, Laura Mañá, Vicente Aranda, Antonio Chavarrías, José Luis Cuerda, David Trueba, Dani de la Orden, Sílvia Quer, Francesc Bellmunt, Judith Colell... Ha alternado el drama con el humor, siendo este último el género que más ha desarrollado. Además ha impartido clases de “gag” en Barcelona (Instituto del Teatro, 1986), Madrid (Proyecto Piamonte, 1991) y Buenos Aires (Universidad, 1983).

## Teatro
| Año       | Obra                                                              | Dirección                                                      |
| --------- | ----------------------------------------------------------------- | -------------------------------------------------------------- |
| 1970      | El Joc (Creación Colectiva Els Joglars)                           | Albert Boadella                                                |
| 1971      | Cruel Ubris (Creación Colectiva Els Joglars)                      | Albert Boadella                                                |
| 1972      | Mary d'Ous (Creación Colectiva Els Joglars)                       | Albert Boadella                                                |
| 1974      | Alias Serrallonga (Creación Colectiva Els Joglars)                | Albert Boadella                                                |
| 1977      | La torna (Creación Colectiva Els Joglars)                         | Albert Boadella                                                |
| 1979      | D'aquí a cent anys tots calvos (Creación colectiva Tossal teatre) | Ferran Rañé                                                    |
| 1981      | Penultimátum (Creación colectiva Tossal teatre)                   | Ferran Rañé                                                    |
| 1982      | * Xampú de sang                                                   | Al Víctor                                                      |
| 1983      | * Glups!                                                          | Dagoll Dagom (J.L. Bozzo, F. Rañé, A. R. Cisquella, M. Periel) |
| 1986      | * El Mikado (interpretando a Ko-ko)                               | Dagoll Dagom (J. L. Bozzo)                                     |
| 1989      | * Makinavaja, el último chorizo (interpretando a Makinavaja)      | Al Víctor y Pepe Miravete                                      |
| 1989      | Y yo con estos nervios                                            | Fermín Cabal                                                   |
| 1989      | * Taxi al Rialto                                                  | Antonio Díaz Zamora                                            |
| 1994      | * Las alegres casadas de Windsor (interpretando a Falstaff)       | Carme Portaceli                                                |
| 1996      | * Busco al senyor Ferran (L'aide memoire en el original)          | Pere Planella                                                  |
| 1997      | * Janfry, un alias de cine                                        | Ángel Alonso                                                   |
| 1998      | Medida por medida (interpretando a Lucio)                         | Calixto Bieito                                                 |
| 1999      | Mucho ruido y pocas nueces (interpretando al "Esbarzer")          | Ferran Madico                                                  |
| 2000      | * Cacao                                                           | Dagoll Dagom (Joan Lluís Bozzo)                                |
| 2000      | * Penjats                                                         | Tamzin Townsend                                                |
| 2004      | Les tres germanes (interpretando a Txebutykin)                    | Ariel García Valdés                                            |
| 2005      | * Uuuuh! (interpretando a Charlie Rivel)                          | Joan Font                                                      |
| 2005      | * La controversia de Valladolid, de Jean-Claude Carrière          | Carles Alfaro                                                  |
| 2008      | * Cancún                                                          | Josep Maria Mestres                                            |
| 2008      | * Singapur                                                        | Pau Miró                                                       |
| 2010      | * L'hort dels cirerers (interpretando a Gaev)                     | Julio Manrique                                                 |
| 2011      | * Em dic Pere i dos cognoms més, de Pere Calders                  | Ferran Rañé                                                    |
| 2012      | * Violines y trompetas                                            | Miquel Gorriz                                                  |
| 2013      | * Tots fem comèdia                                                | Joaquín Oristrell                                              |
| 2013      | Sí, primer ministre                                               | Abel Folk                                                      |
| 2013-2014 | * Estúpids, de Ferran Rañé y Blanca Bardagil                      | Blanca Bardagil                                                |
| 2015      | Frank V                                                           | Josep Maria Mestres                                            |
| 2015      | No feu bromes amb l'amor                                          | Natalia Menéndez                                               |
| 2016      | * Abans de l'estrena                                              | Jaume Villanueva                                               |
| 2018      | * La Resposta                                                     | Sílvia Munt                                                    |
| 2019      | * La tienda de los horrores                                       | Àngel Llàcer y Manu Guix                                       |
| 2024      | * La Gran Nit de Dagoll Dagom                                     | Daniel Anglès                                                  |

( * ) Un asterisco indica los trabajos como protagonista.

## Cine
| Año  | Película                                   | Personaje     | Dirección                   |
| ---- | ------------------------------------------ | ------------- | --------------------------- |
| 1972 | Aullidos (corto)                           |               | Jordi Lladó                 |
| 1977 | La festa dels bojos (corto)                |               | Luís Racionero              |
| 1978 | * La torna (Els Joglars)                   |               | Francesc Bellmunt           |
| 1982 | Victòria, la gran aventura d'un poble      |               | Antoni Ribas                |
| 1983 | Interior Roig                              |               | Eugeni Anglada              |
| 1983 | * L'home Ronyó                             |               | Raúl Contel                 |
| 1984 | Pà d'àngel                                 | Guardia Civil | Francesc Bellmunt           |
| 1984 | La noticia d'ahir (corto)                  |               | Joan Guitart                |
| 1987 | Una nit a Casablanca                       |               | Antoni Martí                |
| 1987 | Qui t'estima, Babel?                       | Doctor Roig   | Ignasi P. Ferré             |
| 1987 | La veritat oculta                          |               | Carles Benpar               |
| 1987 | L'escot                                    | Lluís         | Antoni Verdaguer            |
| 1989 | Si te dicen que caí                        | Taylor        | Vicente Aranda              |
| 1989 | Amanece, que no es poco                    | Mariano       | José Luis Cuerda            |
| 1989 | El rey del mambo                           |               | Carles Mira                 |
| 1990 | Pont de Varsòvia                           |               | Pere Portabella             |
| 1992 | El largo invierno                          | Maestro       | Jaime Camino                |
| 1992 | * Un plaer indescriptible                  | Romà          | Ignasi P. Ferré             |
| 1994 | Cómo ser infeliz y disfrutarlo             | Felipe        | Enrique Urbizu              |
| 1997 | Perdona bonita, pero Lucas me quería a mí  | Miguel        | Félix Sabroso y Dunia Ayaso |
| 2002 | El embrujo de Shanghái                     | Fascista      | Fernando Trueba             |
| 2004 | Inconscientes                              |               | Joaquim Oristrell           |
| 2005 | * Morir en San Hilario                     | Teodoro       | Laura Mañá                  |
| 2006 | La invasión de los padres mutantes (corto) |               | Joaquim Oristrell           |
| 2007 | * El pallasso i el Führer                  | Charlie Rivel | Eduard Cortés               |
| 2010 | Candela (corto)                            | Elías         | Cata Pulido                 |
| 2010 | La vida empieza hoy (colaboración)         | Médico        | Laura Mañá                  |
| 2010 | Estar aquí (corto)                         | Abuelo        | Silvia González Laá         |
| 2011 | * Yo contigo (corto)                       | Paco          | Javier Coll                 |
| 2012 | Grieta en la oscuridad (corto)             | Ángel Millán  | Xavi Rull                   |
| 2014 | * El señor de la limpieza (Corto)          | Ramon         | José Soldevila              |
| 2014 | Enlloc (corto)                             | Ramon         | Lídia Pujol                 |
| 2017 | Superlópez                                 | Skorba        | Javier Ruiz Caldera         |
| 2017 | * Formentera Lady                          | Joan          | Pau Durà                    |
| 2017 | What about love post-producción            |               | Klaus Menzel                |
| 2022 | Canción Palentina (corto)                  | Sinesio       | Dante Schmitz               |
| 2023 | Saben aquell                               | Benito        | David Trueba                |

( * ) Un asterisco indica los trabajos como protagonista o de colaboración especial.

## Televisión
| Año       | Telefilm o Serie                               | Personaje                         | Dirección                                    | Canal de TV        |
| --------- | ---------------------------------------------- | --------------------------------- | -------------------------------------------- | ------------------ |
| 1976      | La odisea (Els Joglars)                        |                                   | Mercè Vilaret                                | TVE                |
| 1976      | * Lletres catalanes. Cruel Ubris (Els Joglars) |                                   | Mercè Vilaret                                | TVE                |
| 1976      | Terra d'escudella (Els Joglars)                |                                   | Lluís Maria Güell                            | TVE                |
| 1981      | La cucafera                                    |                                   | Joan Bas                                     | TVE                |
| 1985      | * Glups!!                                      | Angelito, Aprendiz y Padre        | Luís López Doy                               | TVE                |
| 1985      | * Planeta Imaginari                            | Actor del cuento                  | Miquel Obiols                                | TVE                |
| 1986      | * Dúplex per llogar                            |                                   | José María Vidal                             | TVE                |
| 1987      | * El Mikado                                    | Ko-Ko                             | Manel Esteban                                | TV3                |
| 1987      | El bigote de Babel                             |                                   | Miquel Obiols                                | TVE                |
| 1988      | * Gatos en el tejado                           | Grillo                            | Alfonso Ungría                               | TVE                |
| 1991      | * Locos por la tele                            | Alfredo Llepes                    | Lluís Maria Güell                            | TVE                |
| 1992-1995 | * Quico                                        | Quico Martí                       | Eduard Cortés, Ricard Reguant                | TV3                |
| 1993      | * Habitación 503                               |                                   | Belén Molinero                               | TVE                |
| 1993      | * Bon any (...i ara què?)                      | Quico                             |                                              | TV3                |
| 1994      | * La Lloll                                     |                                   | J. Roura                                     | TV3                |
| 1994      | * Villa Rosaura                                | Andrés                            | Manuel Ripoll                                | TVE                |
| 1995      | Estació d'enllaç                               | (colaboración)                    | Jordi Frades                                 | TV3                |
| 1995      | * La sucursal                                  | Daniel                            | Jesús Font                                   | TV3                |
| 1997      | * Un caso para dos                             | Larios                            | Antonio Chavarrías                           | TVE                |
| 1997-1998 | * Tocao del ala                                | Fernando Contreras                | Lluís Maria Güell                            | TVE                |
| 1998-1999 | Laura                                          | Ramón Figueres                    | Sonia Sánchez                                | TV3                |
| 1999      | Això s'acaba                                   | Hombre I y II                     | Sonia Sánchez, J. Roura                      | TV3                |
| 2002      | Hospital Central                               | Dr. Manolo Hervás (colaboración)  |                                              | Tele5              |
| 2002      | El comisario                                   | Tobias Carrión (colaboración)     | Jesús Font                                   | Tele5              |
| 2003      | Pepe Carvalho                                  | Comisari Contreras (colaboración) | Laurent Jaoui                                | Forta              |
| 2004      | * Majoria absoluta                             | Felip Pujades                     | Joaquim Oristrell, Sonia Sánchez, A. Guitart | TV3                |
| 2005      | Jet Lag                                        | Felip Pujades (colaboración)      |                                              | TV3                |
| 2007      | * La Vía Augusta                               | Asdrúbal                          | Joaquim Oristrell, Sonia Sánchez, A. Guitart | TV3                |
| 2008      | El cor de la ciutat                            | Gerard                            | E. Rovira, E. Banqué, P. Puig, S. Lara       | TV3                |
| 2008      | * Mamá Carlota                                 | Esteban                           | Pep Antón Gómez                              | Forta              |
| 2010      | Felipe y Letizia                               | Jesús Ortiz                       | Joaquim Oristrell                            | Tele5              |
| 2010      | La princesa de Éboli                           | Padre Chaves                      | Belén Macías                                 | Antena 3           |
| 2011      | * Dues dones divines                           | Anselm Casademunt                 | Pol Mainat                                   | TV3                |
| 2011      | Doctor Mateo                                   | Lorenzo                           | M. Tera, A. Fdz-Armero, J. Mazón             | Antena 3           |
| 2012      | * Radiacions                                   | Francesc Lamban                   | Judith Colell                                | TV3                |
| 2013-2014 | * La Riera                                     | Rafel Aubia                       | E. Rovira, P. Puig, A. Ivern, D. Ventura     | TV3                |
| 2014      | La que se avecina                              | Alberto Calatrava (colaboración)  | Laura Caballero                              | Telecinco          |
| 2016      | Buscando el norte                              | Marcelino Ruiz                    | Antonio Sánchez, Oriol Ferrer, Javier Luna   | Antena 3           |
| 2016-2017 | Merlí                                          | Manel Millán                      | Eduard Cortés, Menna Fité                    | TV3, Netflix       |
| 2017      | Tiempos de guerra                              | General Ibarra                    | Manuel Gómez Pereira, David Pinillos         | Antena 3           |
| 2018      | Vergüenza                                      | Federico                          | Juan Cavestany, Álvaro Fernández-Armero      | Movistar           |
| 2020      | Sapere Aude (Merlí)                            | Manel Millán                      | Menna Fité                                   | Movistar           |
| 2020      | Hache                                          | Fabià Montalban                   | Jorge Torregrosa, Fernando Trullols          | Netflix            |
| 2021      | *Berenàveu a les fosques                       | Jeroni                            | Silvia Quer                                  | TV3, Newco         |
| 2021      | Loco por ella                                  | Doctor Rodri                      | Dani De La Orden                             | Netflix            |
| 2022      | Si lo hubiera sabido                           | Cayetano                          | Lilian Bocanegra, Humberto Miró              | Netflix, Boomerang |
| 2023      | *El otro lado                                  | Padre de Nacho                    | Javier Ruiz Caldera, Alberto de Toro         | Movistar+          |

( * ) Un asterisco indica los trabajos como protagonista o de colaboración especial.

## Director
| Año  | Obra                                       | Notas                                                            |
| ---- | ------------------------------------------ | ---------------------------------------------------------------- |
| 1979 | D'aquí a cent anys tots calvos             | Creada por Tossal-Teatre                                         |
| 1981 | Els Pastorets de L'esquirol                | Adaptación de Elisa Crehuet                                      |
| 1981 | Penultimatum                               | Creada por Tossal-Teatre                                         |
| 1983 | Glups!                                     | Codirigida en Dagoll Dagom y adaptación para TV                  |
| 1984 | Catch                                      | Espectáculo musical y de lucha libre                             |
| 1988 | Las Veneno                                 | Creación conjunta con Las Veneno                                 |
| 1990 | Radio Cabaret                              | Creación conjunta con Las Veneno                                 |
| 1991 | Veneno pa'tí                               | Creación conjunta con Las Veneno                                 |
| 1994 | Bacil's                                    | Creado junto a Jaume Sorribas y Pep Armengol                     |
| 1994 | Air Veneno                                 | Creación conjunta con Las Veneno                                 |
| 2000 | Cuatro mujeres de Calderón                 | Lectura dramatizada por Blanca Apilánez                          |
| 2021 | I l'Àngel digué...                         | Lectura dramatitzada con Montse Guallar de textos de Àngel Casas |
| 2021 | Documentales de Torrevelilla Lo Chapurriàu | 8 capítulos de 15 minutos                                        |
| 2022 | L'Agonia de Bakunin                        | Lectura con Montse Guallar del libro de Àngel Casas              |

## Productor
Con su propia compañía, Esfera Espectacles SL, ha coproducido varios espectáculos, entre los que figuran:
| Año  | Obra                          | Medio      |
| ---- | ----------------------------- | ---------- |
| 1996 | Busco el senyor Ferran        | Teatro     |
| 1997 | Tocao del Ala                 | Televisión |
| 1997 | Bodas de Plata                | Teatro     |
| 2005 | La controversia de Valladolid | Teatro     |
| 2013 | Estúpids                      | Teatro     |

## Otros medios
- 2006: Coautor de El torn de La Torna, editado por Edicions 62.
- 2007: Presentación con Rosa María Sardá de la Gala Premios de Cine de Barcelona 07 (Joaquim Oristrell) en el Gran Teatro del Liceo.
- 2008: Coautor de “Joglars 77, del escenario al trullo” (varios autores). Editorial Icaria.
- 2014: Lectura con Mercè Sampietro de Històries de Matrimonis (August Strindberg) dirección Joaquim Oristrell. Biblioteca Gabriel Ferrater. Sant Cugat del Vallès.
- 2024: Lectura de Saturnal (Lluïsa Cunillé) dirección Jordi Prat i Coll. Sala Beckett
- 2023: Presentación con Elsa Corominas Homenaje a Andreu Solsona. Dirección Martí Peraferrer. CAT Bcn.

## Premios
| Año  | Premio                                                  | Categoría                           | Obra                                  |
| ---- | ------------------------------------------------------- | ----------------------------------- | ------------------------------------- |
| 1989 | Nominado al Fotogramas de Plata                         | Mejor Actor de TV                   | Gatos en el tejado                    |
| 1990 | Premio de la Crítica de Barcelona                       | Mejor Actor de Teatro               | Makinavaja                            |
| 1993 | Premio de la AADPC                                      | Mejor Actor de TV                   | Quico el Progre                       |
| 1993 | Premio Ondas                                            | Mejor serie TV                      | Quico el Progre                       |
| 1999 | Premio de la Crítica de Barcelona                       | Mejor Actor de Teatro               | Medida por medida                     |
| 2000 | Premio de la Crítica de Barcelona                       | Mejor Actor de Teatro               | Mucho ruido y pocas nueces            |
| 2006 | Nominado al Premio Butaca                               | Mejor Actor Teatral                 | Uuuuh! (Charlie Rivel)                |
| 2006 | Premio de la Crítica "Serra D'or"                       | Premio al mejor espectáculo teatral | Uuuuh! (Charlie Rivel)                |
| 2007 | Premio del Festival de Igualada y Picassent             | Premio del público                  | El payaso y el Führer (Charlie Rivel) |
| 2007 | Premio del Festival Internacional de Anchorage (Alaska) | Mejor Película                      | El payaso y el Führer (Charlie Rivel) |